# 台湾国際造船

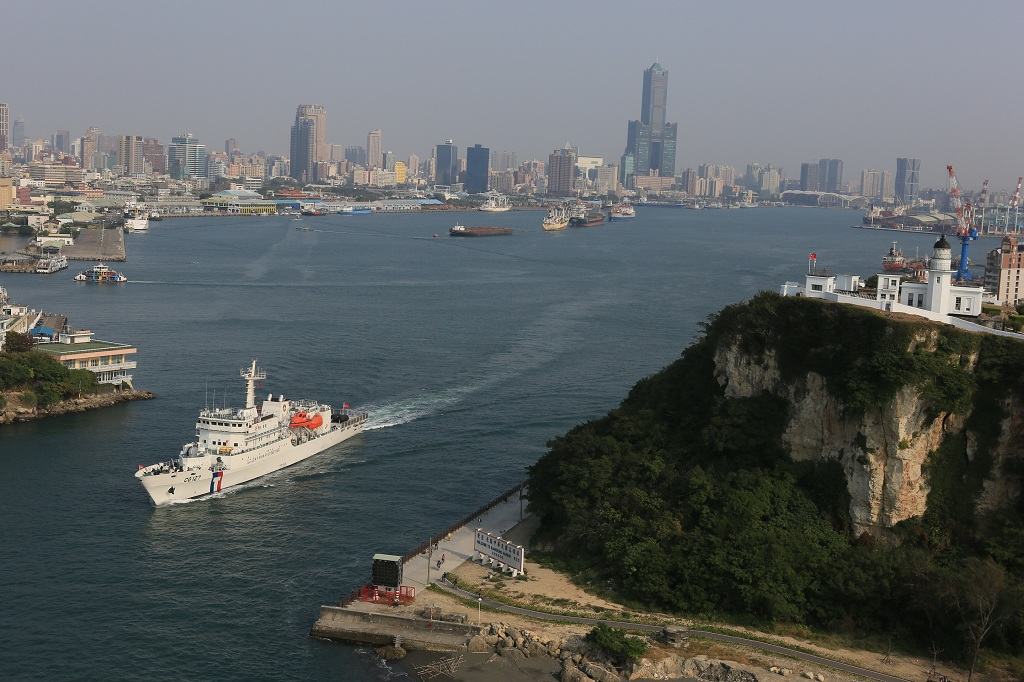
海巡署用に建造された2000トンの巡視船、新北 CG-127

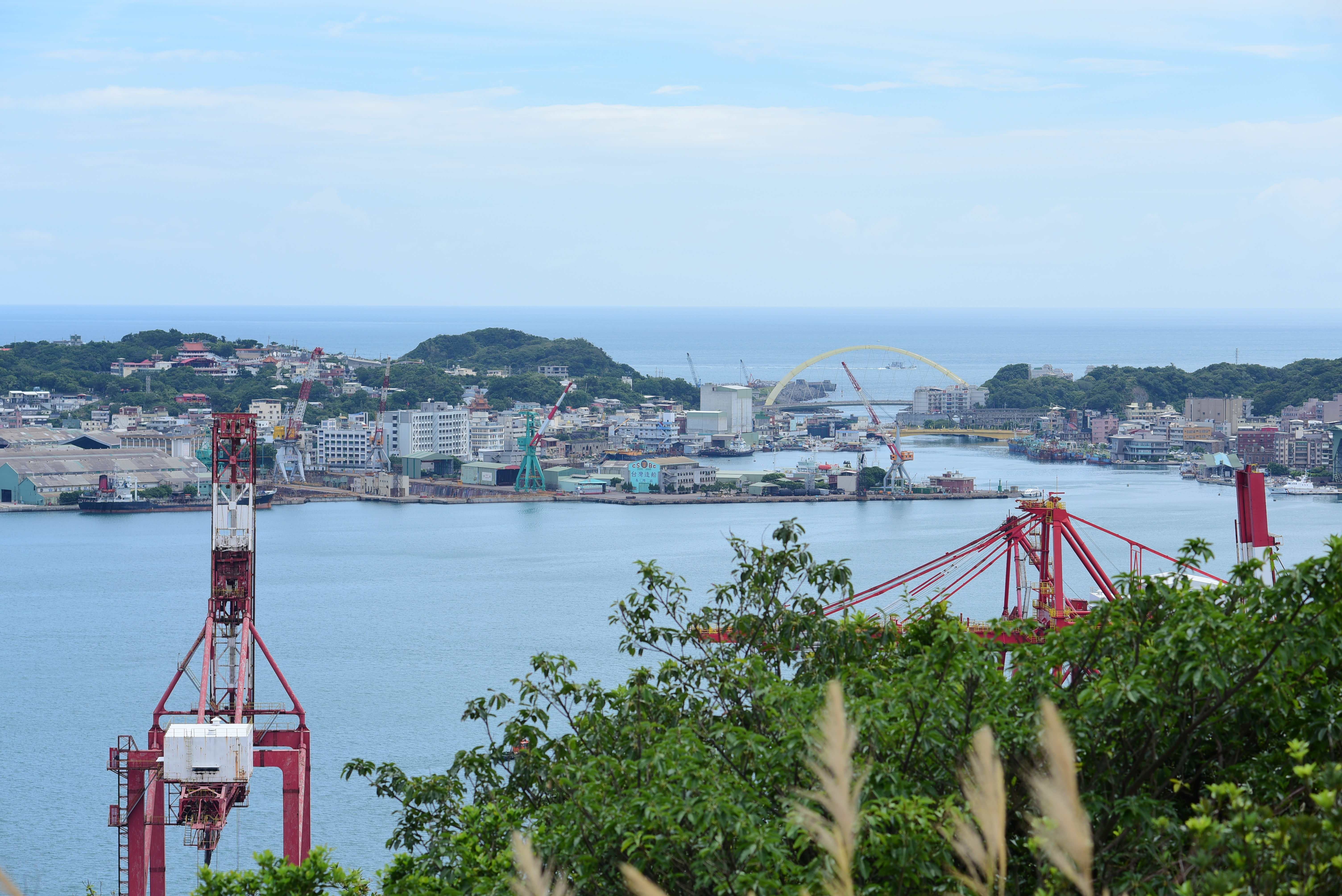
台湾国際造船、基隆港

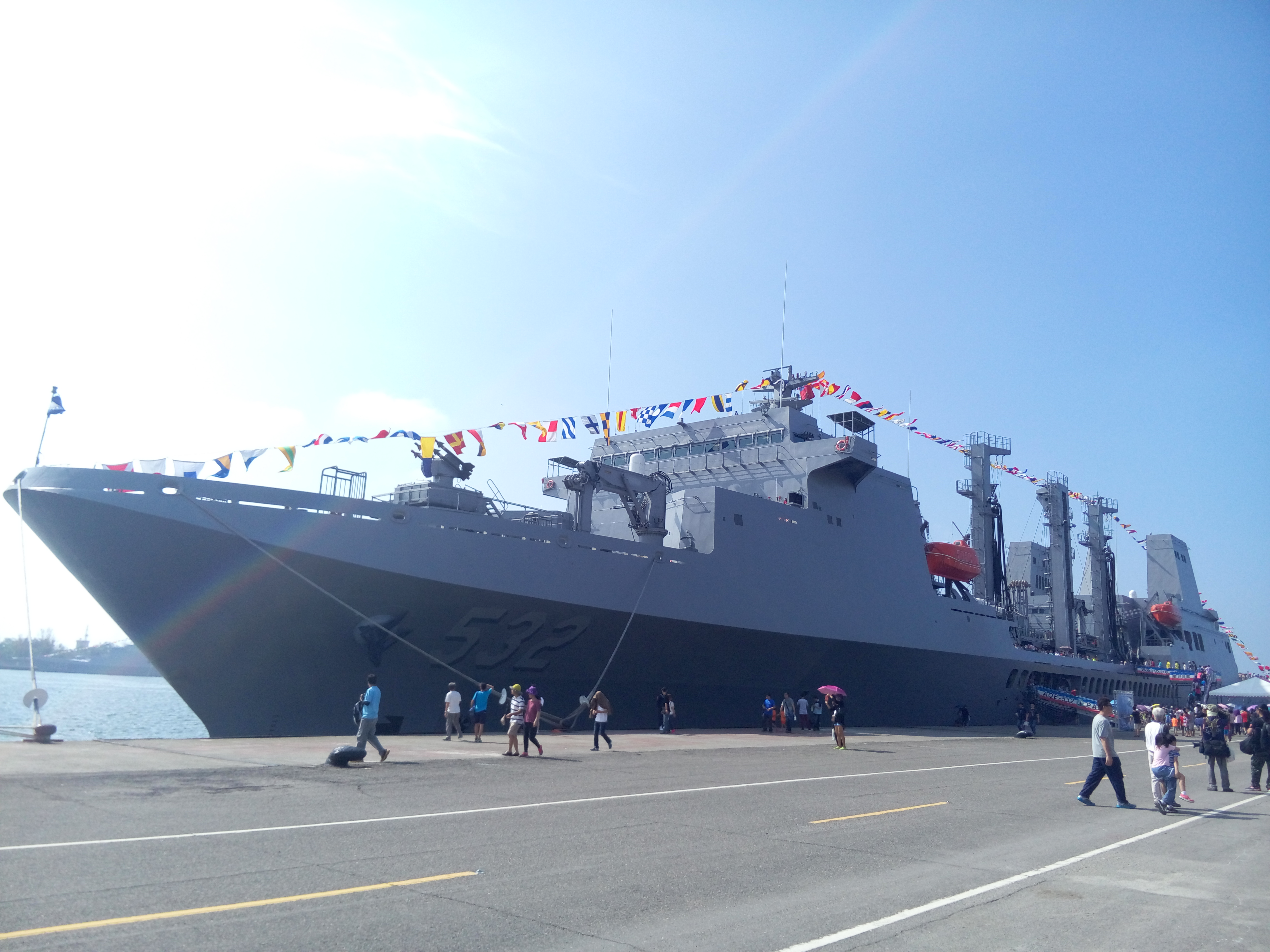
磐石級補給艦（AOE-532）

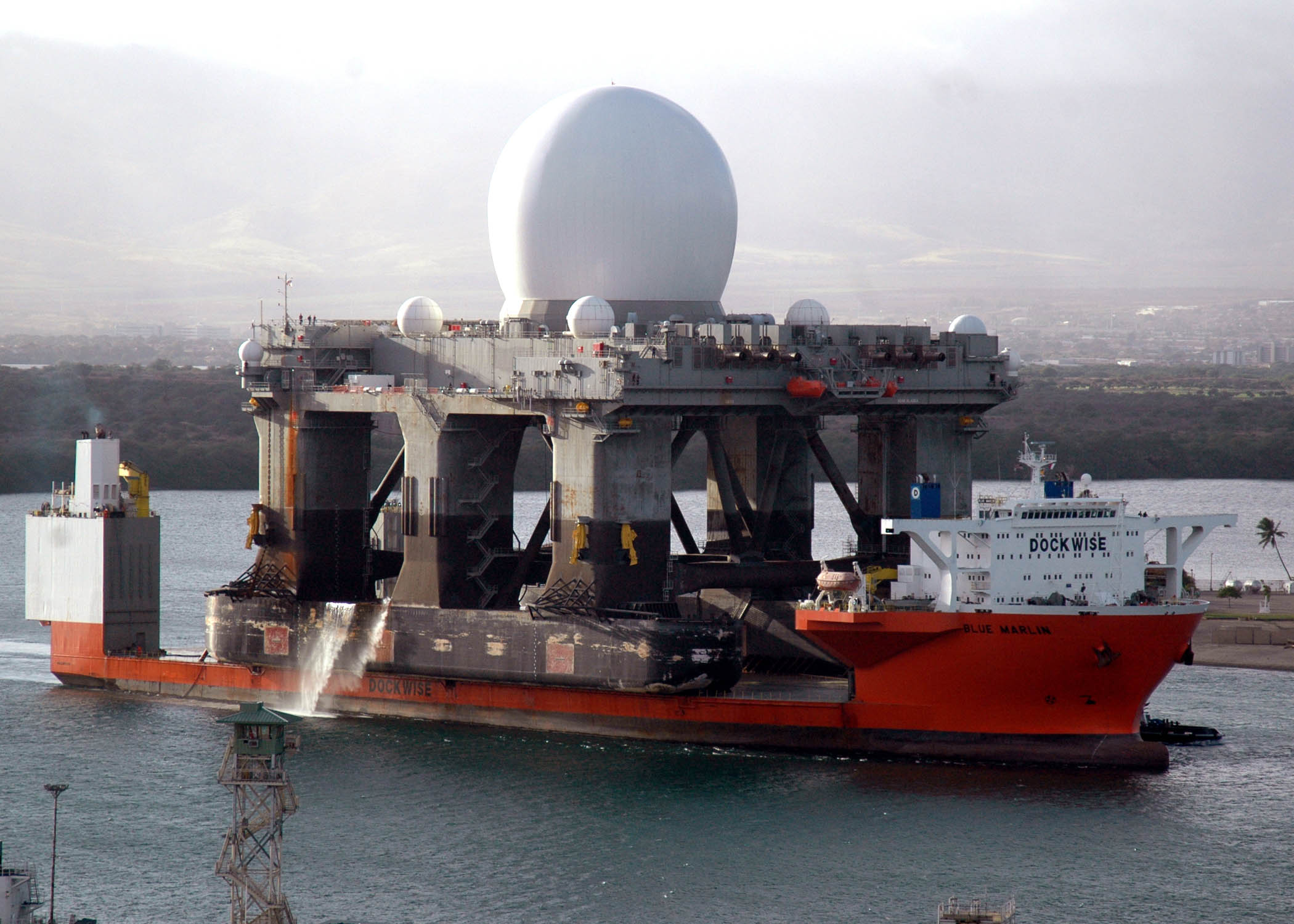
2006年1月9日、アラスカのアダック島に向かう途中、MVブルーマーリンによって輸送され、真珠湾に入港した海上配備Xバンドレーダー

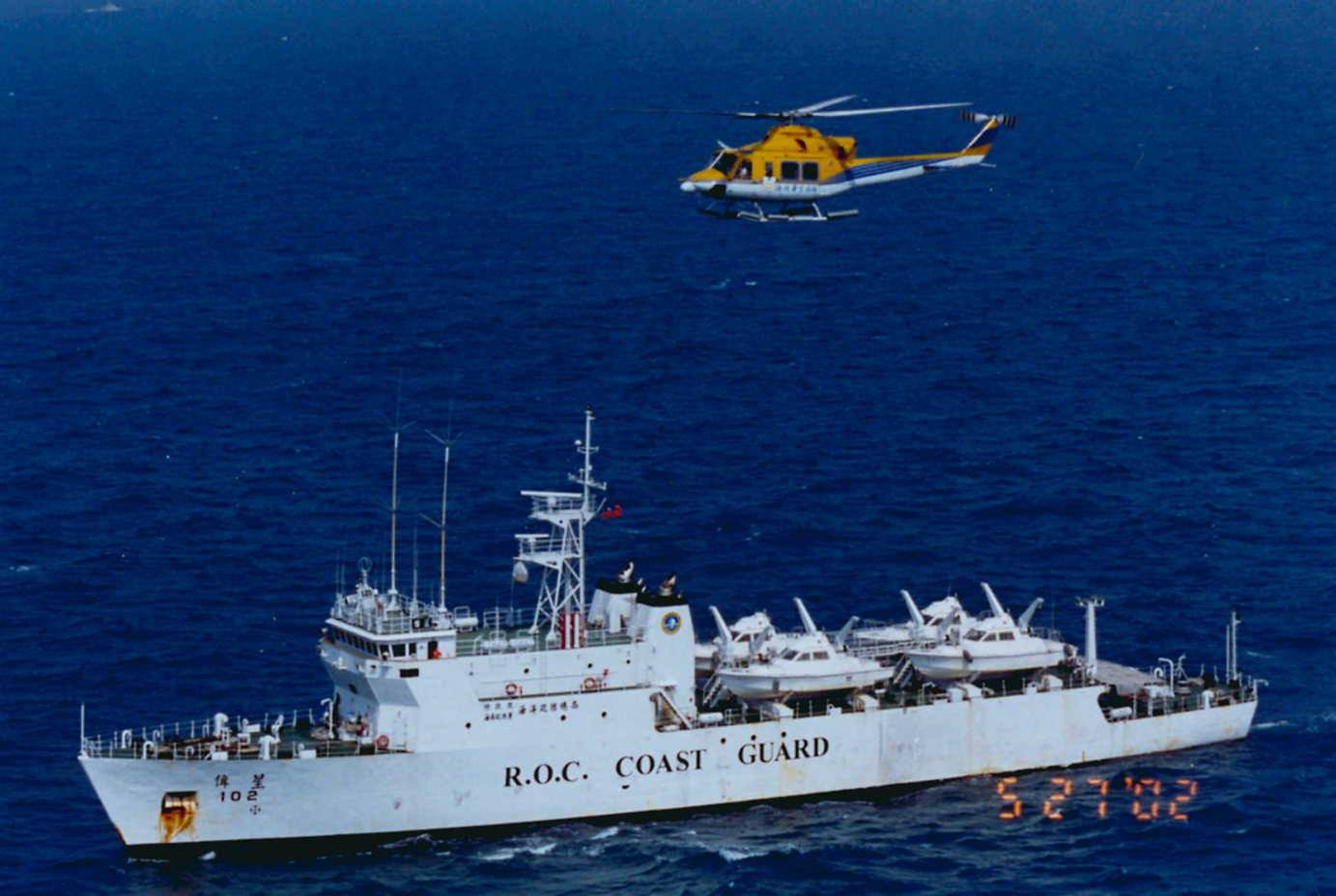
偉星艦 CG-102、1992年に海巡署用に建造された1800トン巡視船

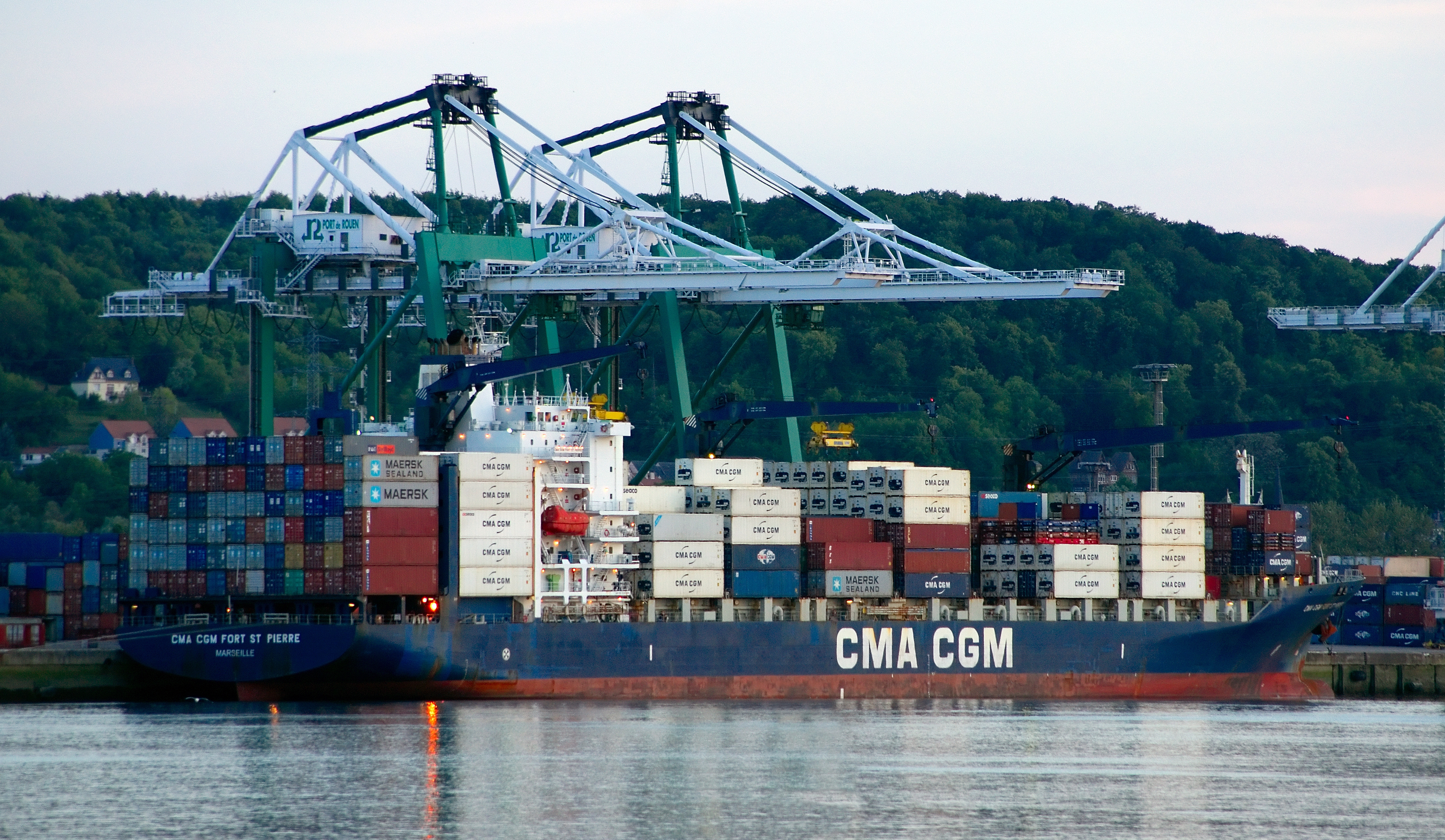
CMA CGM Fort Saint Louis、2003年進水

台湾国際造船（ピンイン：Táiwān Guójì Zàochuán、英語：CSBC Corporation, Taiwan）は、旧称が中国造船（ピンイン：Zhōngguó Zàochuán、英語：China Shipbuilding Corporation、CSBC）であり、台湾の民間および軍用の艦船を生産する会社である。本社は高雄市にあり、高雄市と基隆市に造船所がある。2008年にIPOで民営化されるまでは国有企業であった。

## 歴史

### 台湾船渠株式会社
台湾造船公司の前身は、台湾で鉱業を経営していた木村久太郎が日本統治時代の1919年に設立した基隆船渠株式会社である。1937年、三菱重工業株式会社、台湾銀行、台湾電力、日本郵船、大阪商船、台湾の顔欽賢一族が共同出資により、台湾船渠株式会社を設立し、オーナーが死去した基隆船渠株式会社を合併した。

### 台湾機械造船公司
第二次世界大戦で日本が敗戦後、国民政府が台湾船渠株式会社を接収し、1946年1月に台湾船渠株式会社、株式会社台湾鉄工所、東光工業株式会社を合併して台湾機械造船公司を設立した。2年後の1948年4月には、生産を事業別に再編すること及び他の経営上の理由から、台湾機械造船公司と台湾造船公司（TSBC）という2つの国有企業に分割された。台湾機械造船公司では機械部品の生産・修理を主として船舶部門では小型船の生産・修理をし、台湾造船公司では船舶の製造と修理に集中した。

### 中国造船公司
中国造船公司（CSBC）は1973年に設立され、初期の工場建設と研究計画を石川島播磨重工業に委託するとともに本部の設計を依頼し、海外からの技術移転を利用した。1977年に同社は政府所有の会社に復帰した。
中国造船公司（CSBC）と台湾造船公司（TSBC）は1978年に合併し、2007年まで中国造船公司として知られた。

### 台湾国際造船股份有限公司
2007年2月9日、取締役会は台湾国際造船股份有限公司への社名変更を承認し、2月12日に社名変更を記念する式典を開催した。批評家は、名前の変更は陳総統の脱中国化の一環であると主張したが、支持者は、名前の変更は、中国との潜在的な混乱を回避するのに役立つだろうと主張した。2008年にはCSBCの生産額は11.31億ドルに達し、その年の台湾造船業の総生産高の54％を占めた。 
同社のウェブサイトによると、同社はコンテナ船、一点物の商用船、MVブルーマーリンを含む半潜水式重量物輸送船を建造してきた。また、中華民国海軍向けの船舶、潜水艦、先進的な海軍兵器、海巡署向けの巡視船、台湾海洋技研究中心向けの研究船などを建造している。CSBCは台湾初の国産AUVの開発に参加している。 
2018年には、CSBCは台湾で急増している洋上風力発電分野への海洋サービスを提供するために、陽明海運、台湾航業、台湾港務と提携した。CSBCは東アジアでの風力発電所建設を提供するために、DEMEウィンドエンジニアリングと合弁会社（台船環海風電工程）を設立した。2019年、台船環海は台湾沖の2つの新しい風力発電所で風力タービンを輸送・設置するためにコペンハーゲン・インフラストラクチャー・パートナーズに雇われた。2つの風力発電所は合計600MWの容量を持ち、2023年までに完成する予定である。 
CSBCは中華民国海軍向けに通常攻撃型潜水艦8隻の建造を請け負っている。そのモデルはＸ型舵を採用する。最初のプロジェクト契約は33億ドルで、10隻の調達費用が100億ドルと予測されている。 
CSBCは、2020年1月から2021年2月までの間に、陽明海運に2800TEUコンテナ船10隻を納入することになっている。 
2019年7月、CSBCはCSBCの洋上風力発電事業の支援用に設計された曳航船「CSBC No.15」を進水させた。この曳航船の積載量は23,000メートルトンで、積載甲板の耐力は1平方メートルあたり20メートルトンである。幅41メートル、長さ140メートルで、建造費用は7億 NTドル。

## 建造された船

### 軍用船
- 磐石級補給艦（英語版）
- 成功級フリゲート
  - ROCS Cheng Kung (PFG2-1101)
  - ROCS Cheng Ho (PFG2-1103)
  - ROCS Chi Kuang (PFG2-1105)
  - ROCS Yueh Fei (PFG2-1106)
  - ROCS Tzu I (PFG2-1107)
  - ROCS Pan Chao (PFG2-1108)
  - ROCS Chang Chien (PFG2-1109)
  - ROCS Tian Dan (PFG2-1110)

- Ching Chiang-class patrol ship
- Kuang Hua VI-class missile boat
- Dvora-class fast patrol boat

### 商船
- マーリン級重量物運搬船
  - MV ブルーマーリン
  - MV ブラックマーリン

- MV Tygra
- CMA CGM Fort Saint Louis
  - CMA CGM Fort Saint Louis
  - CMA CGM Fort Saint Pierre
  - CMA CGM Fort Sainte Marie
  - CMA CGM Fort Saint Georges

### 改修と修理
2019年現在、船舶修理はCSBCの売上の3-5％を占めており、同社は空間的に余裕があることから、そのシェア拡大に努めている。 
2019年にCSBCは、東方海外貨櫃航運公司が所有する13,000 TEU コンテナ船のグリーン改修を完了した。改修には排煙脱硫システムが含まれており、この船を国際連合のIMO2020排出量目標に適合させた。 

## 大衆文化
ナショナルジオグラフィックのスーパーストラクチャーズのエピソード2：エンジニアリングの驚異で、CSBCとその1隻が特集された。 